# Misal de Hrvoje
El Misal de Hrvoje (en croata: Hrvojev misal) es un misal glagolítico croata del siglo XV, a menudo considerado el más bello y el más interesante libro glagolítico croata.
Este libro litúrgico fue escrito en Split por el residente calígrafo y escriba glagolítico Butko en 1404 para Hrvoje Vukčić Hrvatinić, que fue un Ban de Croacia, Gran Duque de Bosnia y Herzog de Split. Vukčić Hrvoje fue el miembro más prominente de la Casa de Hrvatinić y el más fuerte de los tres principales grandes señores feudales de la Bosnia medieval. 
El Misal de Hrvoje fue escrito en cirílico croata con una introducción glagolítica. Este documento está dedicado a Hrvoje Vukčić, y es de gran importancia para la historia de Croacia y Bosnia. El Misal de Hrvoje fue saqueado por los turcos y llevado a la Biblioteca del Palacio de Topkapi en Constantinopla (actual Estambul), donde aún permanece. Estuvo encuadernado con cubiertas preciosas, pero desde el siglo XIX el Misal de Hrvoje está encuadernado en cuero. El Misal de Hrvoje es considerado como uno de los libros más bellos en croata glagolítico. Contiene 247 folios, que incluye 96 miniaturas y 380 letras historiadas y muchas pequeñas letras historiadas más. Algunos detalles están hechos de hojas doradas. Está escrito en dos columnas de 488 pp (22.5x31 cm), y contiene también algunas notas musicales. Algunas letras historiadas contienen elementos arquitectónicos de la ciudad de Split. El valor particular del Misal de Hrvoje reside en su combinación de principios orientales y occidentales en términos de composición y contenidos.

## Imágenes

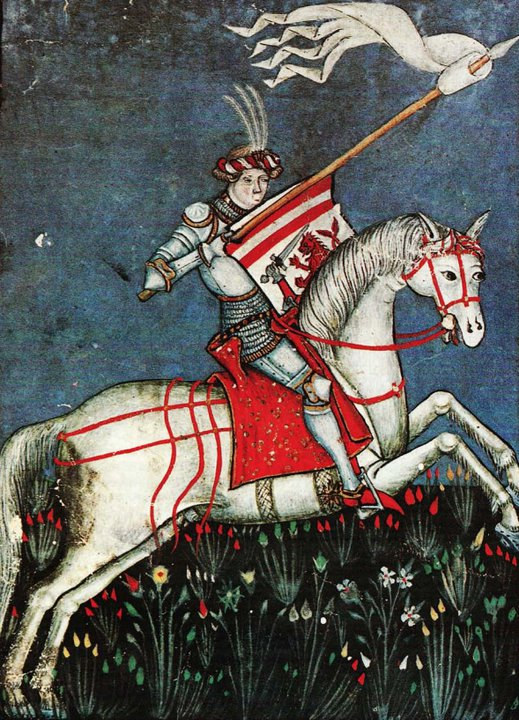
Imagen de Hrvoje Vukčić Hrvatinić.
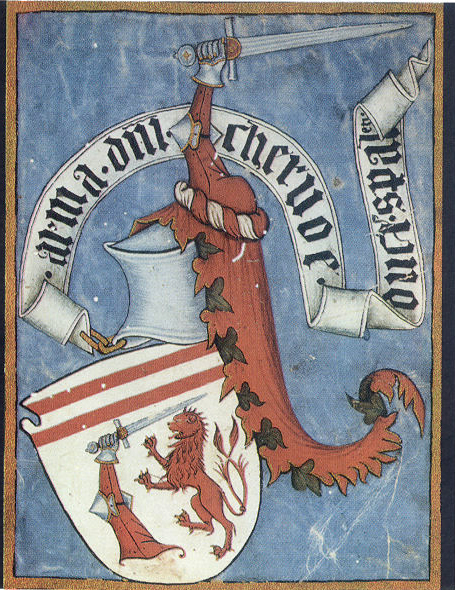
Blasón de Hrvoje.